# ادواردو کوردرو
ادواردو کوردرو (اسپانیایی: Eduardo Cordero‎; ۱۲ سپتامبر ۱۹۲۱ – ۳ سپتامبر ۱۹۹۱) بازیکن بسکتبال اهل شیلی بود. وی در بازی‌های المپیک تابستانی ۱۹۴۸ و ۱۹۵۲ شرکت کرده‌است.